# Karate Master Knock Down Blow
Karate Master Knock Down Blow, è un videogioco picchiaduro per la piattaforma Microsoft Windows, sviluppato da Crian Soft e pubblicato sempre da Crian Soft nel 2010.
In Karate Master non basterà scendere sul ring per eseguire mirabolanti colpi speciali: il gioco simula la vita di un lottatore partendo dalla sua preparazione tecnica.
Attraverso elementi GDR, sarà possibile di rafforzare il proprio corpo e imparare nuove tecniche prima di scendere in campo per affrontare i più forti karateka.

## Modalità di gioco
Attraverso la leva è possibile avanzare, schivare e parare i colpi nelle tre altezze denominate in giapponese: jodan, chudan, gedan. 
Non è possibile abbassarsi e combattere in ginocchio. Il sistema di combattimento utilizza quattro pulsanti, due per i pugni (sinistro, destro) e due per i calci (sinistro, destro).
A differenza della maggior parte dei picchiaduro, non esistono mosse speciali o globi di luce, gli incontri sono realistici e necessitano di un approccio strategico e ben ponderato. Inoltre esiste la possibilità di incappare, o provocare, colpi critici (Ikken hissatsu), che possono porre fine al combattimento con un solo colpo.

## Curiosità
- Diversi elementi di questo gioco, ricordano episodi della vita del fondatore dello stile di Karate Kyokushin, Mas Oyama. Come ad esempio il cruento combattimento con il toro.
- I personaggi sono ispirati dal famoso mangaka: "Keisuke Itagaki", autore di "Garouden" e "Baki the grappler".